# Liste der ältesten Brauereien
Die Liste der ältesten Brauereien führt die weltweit ältesten, noch bestehenden Brauereien bzw. durch andere Brauereien weitergeführte und übernommene Brauereien in chronologischer Reihenfolge nach Gründungsdatum (bzw. nach erster dokumentierter Erwähnung dieser) bis zum Jahre 1300 auf.

## Liste der Brauereien

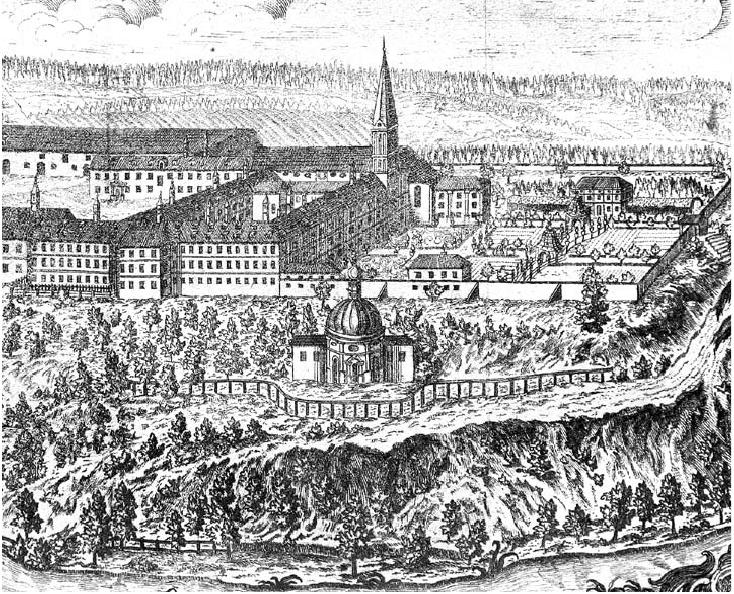
Kloster Weihenstephan um 1767

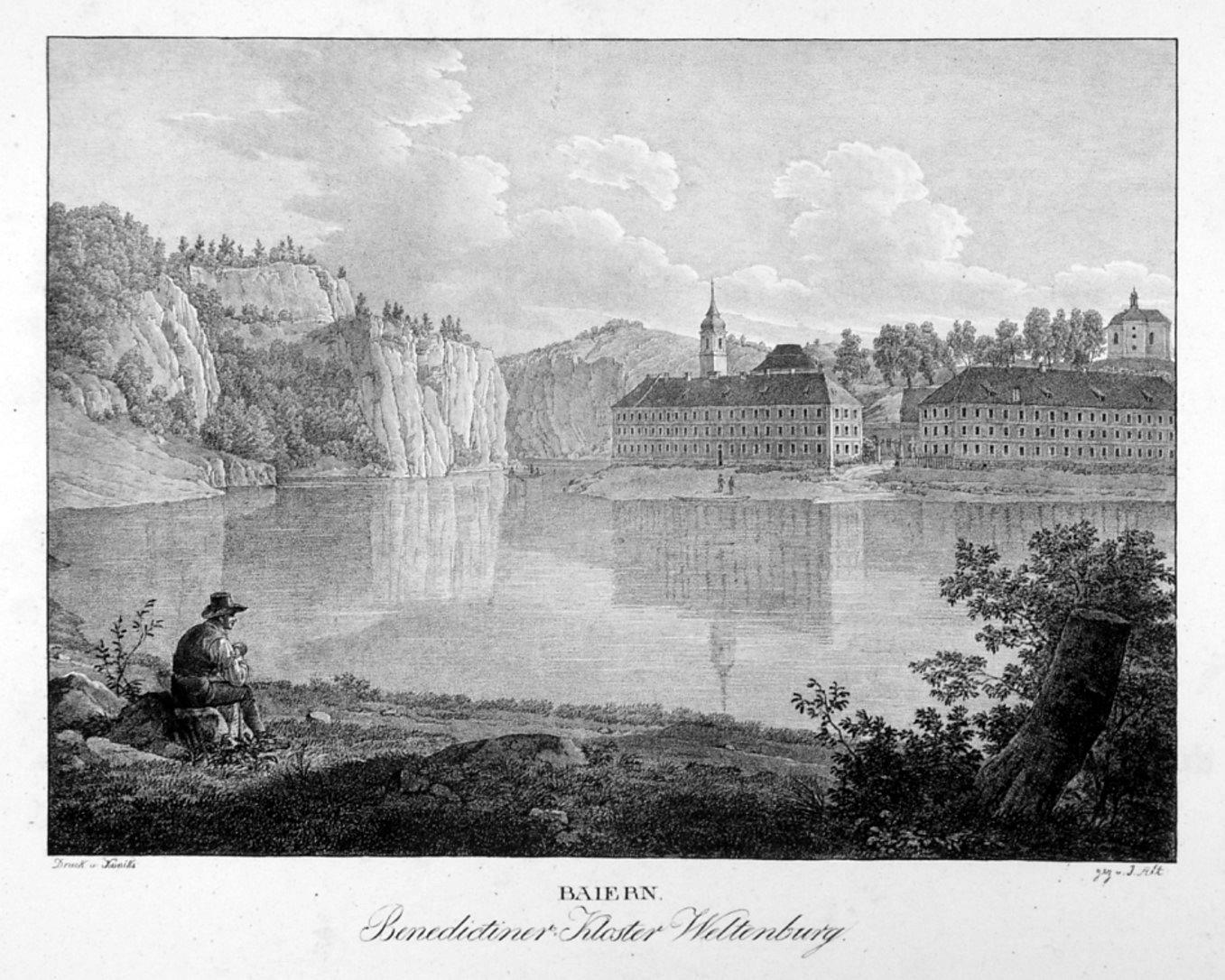
Kloster Weltenburg um 1826

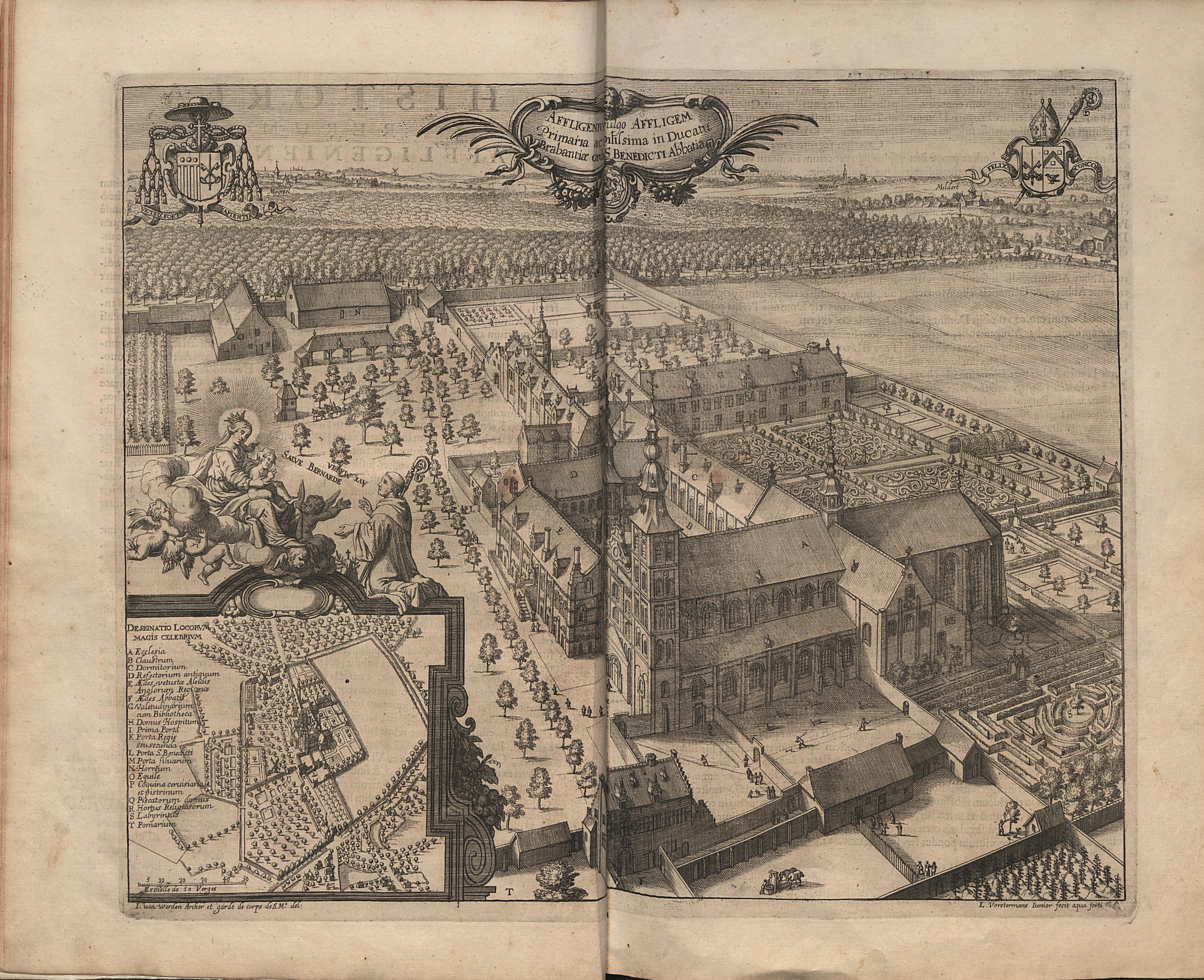
Abtei Affligem um 1659

| Gegründet | Brauerei                                | Herkunft                                     | Braustandort       |
| --------- | --------------------------------------- | -------------------------------------------- | ------------------ |
| 1040      | Bayerische Staatsbrauerei Weihenstephan | Kloster Weihenstephan, Deutschland           | Freising           |
| 1050      | Klosterbrauerei Weltenburg              | Kloster Weltenburg, Deutschland              | Kelheim-Weltenburg |
| 1060      | Wildbräu Grafing                        | Grafing, Deutschland                         | Grafing            |
| 1074      | Affligem                                | Abtei Affligem, Belgien                      | Opwijk             |
| 1084      | Steenbrugge                             | St.-Peters-Abtei, Brügge, Belgien            | Steenhuffel        |
| 1096      | Abbaye de Saint Martin                  | Abtei Saint-Martin du Canigou, Belgien       | Brunehaut          |
| 1119      | Klosterbrauerei Scheyern                | Benediktinerabtei, Deutschland               | Scheyern           |
| 1125      | St.-Feuillien                           | Le Rœulx, Belgien                            | Le Rœulx           |
| 1128      | Grimbergen                              | Prämonstratenserabtei Grimbergen, Belgien    | Mechelen           |
| 1130      | Tongerlo                                | Abtei Tongerlo, Belgien                      | Boortmeerbeek      |
| 1131      | Schlossbrauerei Herrngiersdorf          | Schloss Herrngiersdorf, Deutschland          | Ingolstadt         |
| 1140      | Postel                                  | Abtei Postel, Belgien                        | Postel (Mol)       |
| 1150      | Brauerei Mühlbauer Arnschwang           | Brauerei Mühlbauer, Deutschland              | Arnschwang         |
| 1160      | Gräfliches Hofbrauhaus Freising         | Gräfliches Hofbrauhaus Freising, Deutschland | Freising           |
| 1182      | Klosterbrauerei Irsee                   | Kloster Irsee, Deutschland                   | Irsee              |
| 1216      | Brouwerij La Ramée                      | Zisterzienserinnenabtei La Ramée, Belgien    | Jodoigne           |
| 1216      | Val-Dieu                                | Kloster Val-Dieu, Aubel, Belgien             | Aubel              |
| 1229      | Brauerei Hofstetten Krammer             | Sankt Martin, Österreich                     | Sankt Martin       |
| 1240      | Leffe                                   | Abtei Notre-Dame de Leffe, Belgien           | Leuven             |
| 1266      | Privatbrauerei Bolten                   | Korschenbroich, Deutschland                  | Korschenbroich     |
| 1268      | Brauerei Aldersbach                     | Aldersbach, Deutschland                      | Aldersbach         |
| 1270      | Brauerei Hirt                           | Hirt in Micheldorf, Österreich               | Micheldorf         |
| 1283      | Fürstlich Fürstenbergische Brauerei     | Donaueschingen, Deutschland                  | Donaueschingen     |
| 1283      | Rhanerbräu                              | Rhan, Deutschland                            | Rhan               |
| 1298      | Brauerei Černá Hora                     | Černá Hora, Tschechien                       | Černá Hora         |
| 1300      | Brauerei zum Kuchlbauer                 | Abensberg, Deutschland                       | Abensberg          |